# Xistrella siangensis
Xistrella siangensis är en insektsart som beskrevs av Shishodia 1991. Xistrella siangensis ingår i släktet Xistrella och familjen torngräshoppor. Inga underarter finns listade i Catalogue of Life.